# Cynthia Maung
Cynthia Maung (en birman : စင်သီယာမောင်, « sɪ̀ɴθìjà màʊɴ ») (Insein Township (en), Birmanie, 1959) est une femme médecin birmane qui exerce son action humanitaire à la frontière thaïlandaise.
Elle est née le 6 décembre 1959 à Insein Township (en) et a grandi à Moulmein, dans le sud de la Birmanie. Membre de l'ethnie Karens, elle a abandonné son pays en 1989 et s'est établie à Mae Sot en Thaïlande, sur la frontière entre les deux pays, où elle a créé la clinique Mae Tao qui soigne les réfugiés birmans, les immigrants et les orphelins.

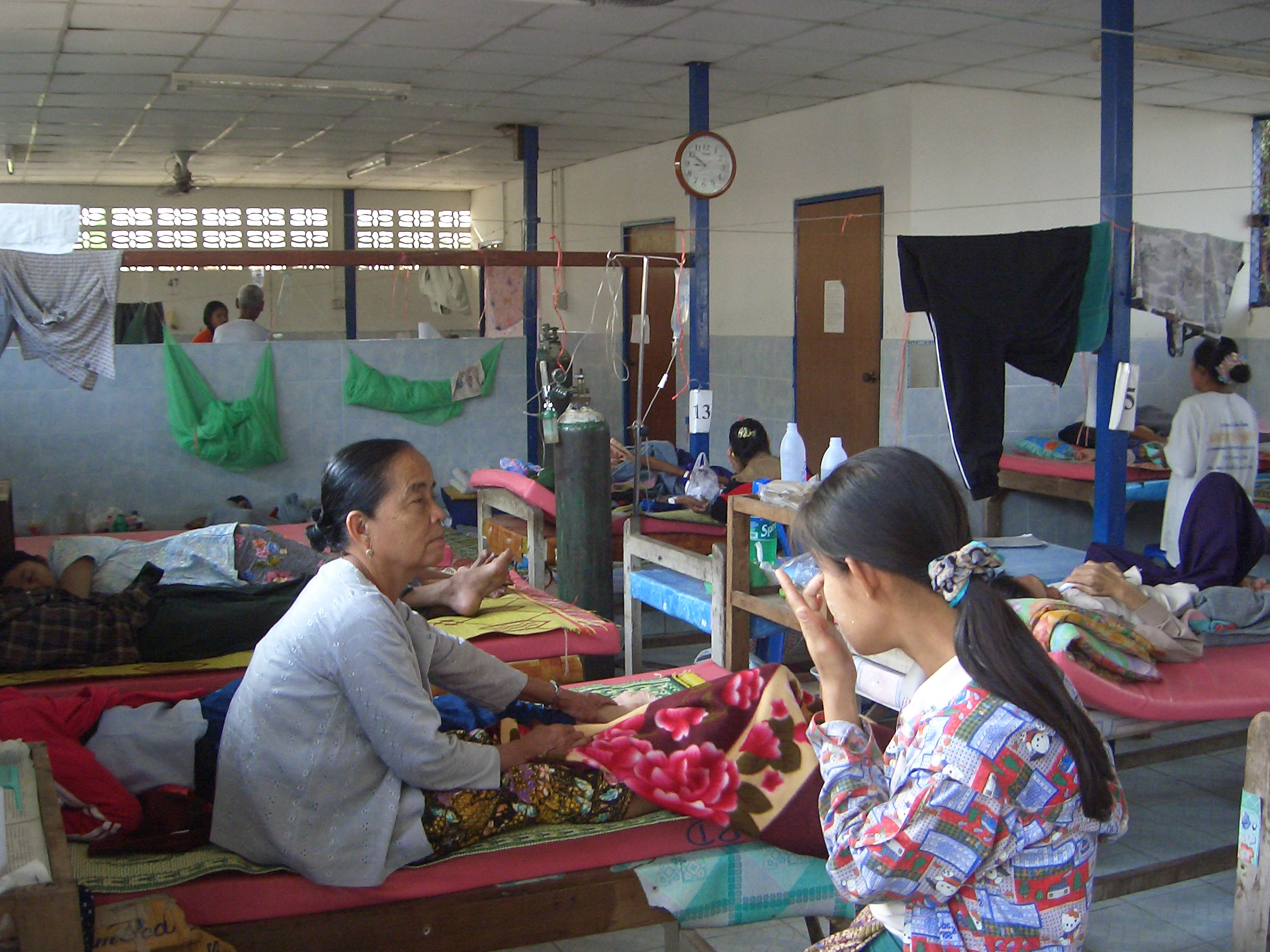
Clinique de Mae Tao

En 2008, elle a reçu le Premi Internacional Catalunya, en compagnie de Aung San Suu Kyi, prix accordé par la Generalitat de Catalogne, en reconnaissance pour leur lutte en faveur de la démocratie qu'elles mènent quotidiennement contre la junte militaire birmane qui dirige le pays.